# Mogurnda variegata
Mogurnda variegata é uma espécie de peixe da família Eleotridae.
É endémica da Papua-Nova Guiné.
Os seus habitats naturais são: lagos de água doce.